# Persone di nome Enrique/Calciatori
| Questa pagina contiene informazioni ricavate automaticamente dalle voci biografiche con l'ausilio del template Bio e di un bot. L'aggiornamento è periodico e automatico e ricostruisce completamente la pagina. Se manca una persona in questa lista, sei pregato di non aggiungerla, ma accertati piuttosto che la sua voce biografica contenga il template Bio e che i dati anagrafici siano correttamente compilati. Se il template Bio manca, inseriscilo tu stesso o, in alternativa, metti l'avviso {{tmp\|Bio}} che ne segnala la mancanza. Se i dati riportati sono sbagliati, correggi direttamente la voce biografica; le modifiche saranno visibili in questa lista entro pochi giorni. Per chiarimenti vedi il progetto antroponimi. La lista contiene solo le 76 persone che sono citate nell'enciclopedia e per le quali è stato implementato correttamente il template Bio. Pagina aggiornata al 6 ago 2025. |

Questa è una lista di persone presenti nell'enciclopedia che hanno il nome Enrique e sono calciatori.

## A(3)
- Enrique Alfaro, ex calciatore messicano (Città del Messico, n. 1974)
- Enrique Almeida, calciatore uruguaiano (Montevideo, n. 2005)
- Enrique Araújo, calciatore paraguaiano (Asunción, n. 1995)

## B(9)
- Enrique Ballestrero, calciatore uruguaiano (Montevideo, n. 1905 - Montevideo, † 1969)
- Kike Barja, calciatore spagnolo (Pamplona, n. 1997)
- Enrique Bologna, calciatore argentino (Claypole, n. 1982)
- Enrique Javier Borja, calciatore paraguaiano (San Ignacio, n. 1995)
- Enrique Borja, ex calciatore e dirigente sportivo messicano (Città del Messico, n. 1945)
- Enrique Brichetto, calciatore argentino (Buenos Aires)
- Enrique Burgos, ex calciatore spagnolo (Barakaldo, n. 1971)
- Enrique Báez, ex calciatore uruguaiano (Santa Lucía, n. 1966)
- Enrique Bösl, calciatore dominicano (Kösching, n. 2004)

## C(8)
- Enrique Carreño, ex calciatore spagnolo (Utrera, n. 1986)
- Enrique Casaretto, calciatore peruviano (Chiclayo, n. 1945 - Lima, † 2020)
- Enrique Chazarreta, calciatore argentino (Coronel du Graty, n. 1947 - † 2021)
- Enrique Chimento, calciatore argentino
- Enrique Claramunt, ex calciatore spagnolo (Puçol, n. 1948)
- Enrique Clemente, calciatore spagnolo (Saragozza, n. 1999)
- Enrique Collar, ex calciatore spagnolo (San Juan de Aznalfarache, n. 1934)
- Enrique Corrales, ex calciatore spagnolo (Siviglia, n. 1982)

## D(1)
- Enrique de Lucas, ex calciatore spagnolo (L'Hospitalet de Llobregat, n. 1978)

## E(2)
- Enrique Espinoza, calciatore argentino
- Enrique Esqueda, ex calciatore messicano (Santiago de Querétaro, n. 1988)

## F(3)
- Enrique Santiago Fernández, calciatore argentino (Rosario, n. 1944 - † 2003)
- Enrique Ferraro, ex calciatore uruguaiano (Montevideo, n. 1970)
- Enrique Romero, ex calciatore spagnolo (Jerez de la Frontera, n. 1971)

## G(9)
- Enrique Gainzarain, calciatore argentino (n. 1904 - † 1972)
- Enrique Galbis, calciatore spagnolo (Alicante, n. 1925 - Alicante, † 1996)
- Enrique García Martínez, calciatore spagnolo (Motilla del Palancar, n. 1989)
- Enrique García, calciatore argentino (Santa Fe, n. 1912 - Santa Fe, † 1969)
- Enrique González Casín, calciatore spagnolo (Valladolid, n. 1990)
- Quini, calciatore spagnolo (Oviedo, n. 1949 - Gijón, † 2018)
- Enrique Guaita, calciatore argentino (Lucas González, n. 1910 - Bahía Blanca, † 1959)
- Kike Gómez, calciatore spagnolo (Siviglia, n. 1994)
- Enrique Gómez Muñoz, calciatore spagnolo (Siviglia, n. 1898 - † 1954)

## H(1)
- Enrique Vicente Hernández, ex calciatore spagnolo (Salamanca, n. 1945)

## K(1)
- Kike Linares, calciatore spagnolo (Cadice, n. 1999)

## L(4)
- Enrique López Delgado, calciatore spagnolo (Salamanca, n. 1988)
- Enrique Larrinaga, calciatore spagnolo (Sestao, n. 1910 - Città del Messico, † 1993)
- Enrique Lora, ex calciatore spagnolo (La Puebla del Río, n. 1945)
- Cadete, calciatore spagnolo (Madrid, n. 1994)

## M(9)
- Enrique Magdaleno, ex calciatore spagnolo (Madrid, n. 1955)
- Enrique Martegani, calciatore argentino (Buenos Aires, n. 1925 - Buenos Aires, † 2006)
- Enrique Martín Sánchez, ex calciatore spagnolo (Avilés, n. 1972)
- Enrique Mateos, calciatore e allenatore di calcio spagnolo (Madrid, n. 1934 - Madrid, † 2001)
- Enrique Gabriel Meza, calciatore paraguaiano (Villa Elisa, n. 1985)
- Enrique Miguel Martín, calciatore spagnolo (Ciudad Rodrigo, n. 1950 - † 2021)
- Enrique Montero, ex calciatore e allenatore di calcio spagnolo (El Puerto de Santa María, n. 1954)
- Enrique Monti, calciatore argentino (Buenos Aires)
- Enrique Morán, ex calciatore spagnolo (Pola de Lena, n. 1953)

## N(1)
- Quique Martín, calciatore e allenatore di calcio spagnolo (Valladolid, n. 1925 - Valencia, † 2016)

## O(1)
- Enrique Ortiz, ex calciatore argentino (Córdoba, n. 1979)

## P(4)
- Enrique Palos, ex calciatore messicano (Aguascalientes, n. 1986)
- Enrique Parada, ex calciatore boliviano (Huacaraje, n. 1981)
- Enrique Pérez, ex calciatore messicano (Zinapécuaro, n. 1988)
- Kike Pérez, calciatore spagnolo (Gálvez, n. 1997)

## R(3)
- Quique Ramos, ex calciatore spagnolo (Madrid, n. 1956)
- Enrique Rivero, calciatore spagnolo (Cabezón de la Sal, n. 1992)
- Enrique Rubio, calciatore spagnolo (Ferrol, n. 1915 - † 1991)

## S(9)
- Kike Salas, calciatore spagnolo (Morón de la Frontera, n. 2002)
- Enrique Samuel, ex calciatore venezuelano (Maracaibo, n. 1967)
- Enrique Saura, ex calciatore spagnolo (Onda, n. 1954)
- Enrique Boula Senobua, calciatore equatoguineano (Malabo, n. 1993)
- Enrique Sesma, ex calciatore messicano (Puebla, n. 1927)
- Omar Sívori, calciatore, allenatore di calcio e dirigente sportivo argentino (San Nicolás de los Arroyos, n. 1935 - San Nicolás de los Arroyos, † 2005)
- Kike Sola, ex calciatore spagnolo (Pamplona, n. 1986)
- Enrique Soladrero, calciatore spagnolo (Arrigorriaga, n. 1913 - † 1976)
- Enrique Sorrel, calciatore cileno (Linares, n. 1912 - Santiago del Cile, † 1991)

## T(1)
- Enrique Triverio, calciatore argentino (Santa Fe, n. 1988)

## V(5)
- Enrique Vera, ex calciatore paraguaiano (Asunción, n. 1979)
- Enrique Verduga, ex calciatore ecuadoriano (Chone, n. 1964)
- Enrique Vidallé, ex calciatore argentino (Buenos Aires, n. 1952)
- Enrique Villalba, ex calciatore paraguaiano (n. 1955)
- Enrique Villaurrutia, ex calciatore cubano (Cienfuegos, n. 1985)

## W(1)
- Enrique Wolff, ex calciatore argentino (Buenos Aires, n. 1949)

## Y(1)
- Enrique Yarza, calciatore spagnolo (San Sebastián, n. 1930 - San Sebastián, † 2001)